# Josef Kozák
Josef Kozák (6. března 1920, Zvolen – 7. června 2000, Praha) byl československý volejbalista, úspěšný reprezentační trenér. Byl vyhlášen nejlepším volejbalovým trenérem 20. století.

## Sportovní kariéra
S volejbalem se seznámil v rodném Zvolenu. Po přestěhování do Prahy začal hrát trampskou ligu v týmu AFC Waldes. V roce 1941 byl zatčen gestapem Jindřich Waldes, zakladatel týmu a celý tým přešel pod SK Slavia Praha.
Za reprezentaci hrál v roce 1947 a stal se akademickým mistrem světa na Světových akademických letních hrách v Paříži.

## Trenérská kariéra
Jeho hlavní přínos našemu volejbalu spočíval právě v jeho trenérské práci. Stal se tvůrcem nových tréninkových metod. Kladl důraz na rychlost a obratnost, založenou na výborné fyzické kondici hráčů. Hra byla založena na kolektivním pojetí.
Reprezentačním trenérem byl v roce 1953-1960 a dosáhl s týmem mimořádných úspěchů ve světovém měřítku. Tyto výsledky vzbudily velký zájem v zahraničí a doc.Kozák se stal vyhledávaným odborníkem v celém volejbalovém světě. Pomáhal vytvořit koncepci přípravy reprezentace Francie, Itálie, Rakouska, Jugoslávie. Přednášel na mezinárodních školení trenérů FIVB. Nejvíce pomohl rozvoji italského volejbalu a zprostředkoval řadě našich hráčů angažmá v italské lize A1. Prvním byl Zdeněk Humhal a po něm následoval Josef Musil, Petr Kop, Bohumil Golián, Ladislav Toman a další.

## Úspěchy u československé reprezentace

### Mistrovství světa ve volejbalu
- 1956: MS v Paříži, 1. místo
- 1960: MS v Rio de Janeiro, 2. místo

### Mistrovství Evropy ve volejbalu
- 1955: ME v Bukurešti, 1. místo
- 1958: ME v Praze, 1. místo